# Diplazium dinghushanicum
Diplazium dinghushanicum är en majbräkenväxtart som först beskrevs av Ren-Chang Ching och S.H.Wu och som fick sitt nu gällande namn av Z.R.He.
Diplazium dinghushanicum ingår i släktet Diplazium och familjen Athyriaceae. Inga underarter finns listade i Catalogue of Life.